# 梅塞县
梅塞县是缅甸克耶邦下辖的一个县，县治梅塞。

## 历史沿革
2022年4月30日，缅甸政府以包拉克县梅塞镇区析置梅塞县。

## 行政区划
梅塞县下辖1镇区：
- 梅塞镇区（Mese Township）